# 郝毅博
班·黑哲（英語：Ben Hedges，1985年10月7日—），漢名郝毅博，生於英屬香港，英國記者與電視節目主持人，在新唐人電視台主持《老外看中國》、《老外看台灣》、《老外教英文》及《Learn Chinese now》等專題節目。

## 生平
郝毅博於1985年生於英屬香港，9歲時舉家搬遷回倫敦定居，22歲上大學前曾當2年攀岩教練。2007年，進入倫敦大學亞非學院中文系（「郝毅博」一名正是由系上老師為他所命名），2011年取得學士學位。大學期間，曾於2008年至台灣留學一年，學習中文，就讀於國立台灣師範大學文學院。
2012年，郝毅博任職於新唐人電視台紐約總部，同時開始主持《老外看中國》等專題節目，以流利中文與精采詼諧的敘事方式來介紹中國、香港、台灣等華語地區的現況及民情為主。因為能夠說得一口流利的中文、對中華文化有著相當程度的認識與了解、口條幽默風趣，使他在網路上一炮而紅，在網友間開啟了知名度。之後製作團隊也吸收了些許「批踢踢」（ptt）的時事話題（如太陽花學運）風潮等等，搏得網路鄉民們喜愛。 但也因節目中涉及過多中國負面的事件，遭中共網路封殺 。但他本人表示並非反中國，而是反共產體制 。
郝毅博在YouTube《老外看中國》頻道，訂閱人數73萬，在台灣網友之中被稱為「最懂鄉民的老外」，獲得2014YouTube年度最具吸引力獎，在華語圈網路社群特別是台灣、香港，廣受喜愛。
他喜愛正體中文字，「其實繁體中文看起來複雜，但是部首只要學一次，以後都通用，不會比較難。」。郝泡得一手好功夫茶、熱愛中國武術，喜愛功夫電影和黃飛鴻電影，他分析「其實中國的武術多半融入宗教、哲學思想，和西方的宗教一樣關注於修煉心性、對人好。」高手與武德的境界讓他感動。

## 家庭
2014年，郝毅博結婚，其妻來自中國東北。

## 近況
建立Youtube頻道「The Credit Shifu （页面存档备份，存于） 」(信用師傅)，專精於美國信用卡評比。

## 著作
- 郝毅博. . 高寶書版. 2014-08-27. ISBN 978-986-361-048-9 （中文）.[7][8]

## 相關事件
2015年10月23日，郝毅博的岳母在中國遭到黑龍江警方逮捕。10月31日，獲釋被家人接回家。

## 外部連結
個人
- （中文）Ben Hedges （郝毅博）的Facebook專頁
- 郝毅博的X（前Twitter）
- （英文）Ben Hedges - LinkedIn頁面
- （英文）郝毅博在互联网电影资料库（IMDb）上的資料（英文）

節目
- （中文）YouTube上的《老外看中國 A Foreigner's View of China》頻道
- （中文）《老外看中國 A Foreigner's View of China》的Facebook專頁
- （中文）《老外看中國、老外看台灣》 （页面存档备份，存于） - 在「新唐人亞太台 （页面存档备份，存于）」
- （英文）YouTube上的《Learn Chinese now》頻道
- （英文）《Learn Chinese now》的Facebook專頁